# Райт, Чарльз Генри
Чарльз Ге́нри Райт (англ. Charles Henry Wright, 1864—1941) — британский ботаник.

## Биография
Чарльз Генри Райт родился 5 июня 1864 года в Оксфорде. Учился ботанике в Оксфордском университете. Некоторое время работал ассистентом в гербарии Университета, а также в его библиотеке. 
С 1884 года работал ассистентом в Гербарии Кью. В 1896 году он был избран членом-корреспондентом Лондонского Линнеевского общества (A.L.S.). В 1899—1901 он работал ассистентом экзаменатора по ботанике в Южном Кенсингтоне. В 1908 году Райт был назначен ассистентом хранителя гербария, работал в этой должности до 1929 года.
Райт большую часть времени работы в Кью уделял изучению систематики мхов, папоротников и однодольных Африки. Он был автором обработок соответствующих семейств в крупных обновлённых региональных монографиях Flora Capensis У. Г. Харви и Flora of Tropical Africa Д. Оливера.
После ухода на пенсию в 1929 году Райт изучал главным образом флору окрестностей Ситона, его места проживания.
21 июня 1941 года Чарльз Генри Райт скончался.

## Некоторые научные работы
- Johnson, G.W. Johnson's Gardener's dictionary / edited by C.H. Wright & D. Dewar. — London, 1894. — 1072 p.
- Wright, C.H. Flora of the Falkland Islands (неопр.) // Journal of the Linnean Society of London. — 1911. — Т. 39. — С. 313—339.